# Jan Assmann
Pour les articles homonymes, voir Assmann.
Johann Christoph Assmann, dit Jan Assmann, né le 7 juillet 1938 à Langelsheim (Basse-Saxe) et mort le 19 février 2024 à Constance (Bade-Wurtemberg), est un professeur d’université allemand, archéologue classique spécialisé en égyptologie.

## Biographie
Jan Assman a poursuivi ses études à Lübeck et Heidelberg avant de se tourner, à Munich, Heidelberg, Paris et Göttingen, vers l'égyptologie, l'archéologie classique et les études helléniques. Il est, depuis 1976, professeur d'égyptologie à Heidelberg. Il est, également, professeur invité à Paris (Collège de France, école des hautes études en sciences sociales), à Jérusalem (université hébraïque, Dormition Abbey) et aux États-Unis (Yale, Houston).
Il est par ailleurs marié avec l'égyptologue Aleida Assmann. Le couple a cinq enfants, publie régulièrement ensemble et obtient en 2017 le Prix Balzan pour les études sur la mémoire collective.
Un article du journal en ligne Welt annonce son décès dans la nuit du 18 au 19 février 2024.

## Recherches archéologiques
À partir de 1967, Jan Assmann dirige des fouilles archéologiques à Thèbes (sur des tombes officielles de la période saïte et de l'époque ramesside). Il est l'auteur de nombreux ouvrages et articles sur la religion, l'histoire, la littérature et l'art égyptiens. Il a également publié des études comparatives sur la théorie culturelle (Das kulturelle Gedächtnis) et la religion (Monotheismus und Kosmotheismus).
Jan Assmann est membre de l'académie de Heidelberg, de l'Institut allemand d'archéologie, de l'Institut historique d'anthropologie, de la Société d'exploration de l'Égypte et de la Société française d'égyptologie. Il est aussi membre de divers comités d'experts, parmi lesquels ceux de l'Institut des études culturelles de Essen, de l'Institut de recherche de la Communauté universitaire protestante, et du Centre d'études culturelles de Stuttgart.

## Honneurs
- 1996 : Prix Max Planck
- 1998 : Prix des historiens allemands
- 1998 : Doctorat honoris causa de la faculté de théologie de Munich
- 2005 : Doctorat honoris causa de l'université hébraïque de Jérusalem
- 2006 : Alfried-Krupp-Wissenschaftspreis de la Fondation Alfried Krupp von Bohlen und Halbach
- 2007 : Prix européen de l'essai Charles-Veillon
- 2017 : co-récipiendaire, avec son épouse Aleida Assmann, du prix Balzan.
- 2018 : co-récipiendaire, avec son épouse  Aleida Assmann, du Prix de la paix des libraires allemands.